# فرنسيسكو خافيير كورينغو
فرنسيسكو خافيير كورينغو (بالإسبانية: Francisco Javier Cornejo)‏ هو عسكري إسباني، ولد في 4 مارس 1669، وتوفي في 27 مارس 1750.